# Sanne (Hassel)
Sanne ist ein Ortsteil der Gemeinde Hassel im Landkreis Stendal in Sachsen-Anhalt.

## Geographie

### Lage
Sanne, ein gebogenes Straßendorf mit Kirche, liegt rund acht Kilometer nordöstlich von Stendal in der Altmark.
Das Vogelschutzgebiet bei Wischer liegt knapp zwei Kilometer südöstlich vom Dorf und ist der Rest des früheren Vorwerks Glänemäker, welches seit 1937 als Flächennaturdenkmal unter Schutz steht. Die Kiesgrube Sanne liegt einen Kilometer östlich des Dorfes im Wald und ist seit 1976 ein Flächennaturdenkmal.
Nachbarorte sind Jarchau im Westen, Rindtorf im Norden, Bürs im Nordosten, Wischer im Südosten sowie Hassel im Südwesten.

### Ortsteilgliederung
Zum Ortsteil Sanne gehören neben dem Dorf Sanne der Wohnplatz Rudolphital und das Naturdenkmal Glänemäker.

## Geschichte

### Mittelalter bis Neuzeit
Sanne wurde 1209 als Sanne urkundlich erwähnt, als Markgraf Albrecht II dem Domstift St. Nikolaus in Stendal seine Besitzungen bestätigt, darunter die Kirche und Zinszahlungen für Grundstücke in Sanne. Weitere Nennungen sind 1334 Sannen, 1540 Sanne, 1687 Sanne und 1804 Dorf Sanne mit zwei Gütern.
Der Ort war der Stammsitz der im Jahre 1604 erloschenen Familie von Sanne. Ihre Besitz gehörte später der ebenfalls im 17. Jahrhundert erloschenen Familie von Klötze. Das Gut wurde 1664 geteilt. Ein Rittergut wurde bis 1812 dismembriert und ging an 10 Eigentümer, das andere Gut wurde vor dem Jahre 1856 aufgelöst.
In der Nähe der Straße „Am Mühlenberg“ stand früher eine Windmühle.
Die Grundschule in Sanne wurde 2014 geschlossen.

### Marienkapelle
Wilhelm Zahn berichtet im Jahre 1909: „Nur hundert Schritt von dem östlichen Ausgange des Dorfes Sanne, liegt eine Anhöhe, die im Volksmunde der Andreasberg genannt wird. Nach einer angeblich im Gutsarchiv zu Jarchau vorhandenen Urkunde soll hier eine St. Marienkapelle gestanden haben.“
In den Abschieden der Kirchenvisitationen von 1540 und 1600 wurde über eine zur Dorfkirche gehörenden Vikarie Beatae Virginis mit einem Haus berichtet. Zahn schreibt weiter: „Man darf aus dem Umstande, dass neben dem Pfarrer noch ein besonderer Vikar vorhanden war wohl schließen, dass die Vikarei eine besondere Kapelle hatte. Da an und bei der Kirche keine Spuren einer solchen zu bemerken sind, ist es möglich, dass sie auf der Anhöhe gestanden hat.“

### Vorgeschichte
Im 20. Jahrhundert wurde über Schlacken auf einer Siedlung und von einem Gräberfeld mit einem Schmiedegrab aus der Römischen Kaiserzeit in der Nähe von Sanne berichtet.

### Landwirtschaft
Bei der Bodenreform wurden 1945 ermittelt: 25 Besitzungen unter 100 Hektar hatten zusammen 703 Hektar, eine Kirchenbesitzung hatte 41 Hektar. Es wurden 49 Hektar enteignet und auf sechs Siedler aufgeteilt. Im Jahre 1953 entstand die erste Landwirtschaftliche Produktionsgenossenschaft vom Typ III, die LPG „Bereit zur Arbeit“. Sie ging 1991 in Liquidation.

### Eingemeindungen
Das Dorf gehörte bis 1807 zum Arneburgischen Kreis der Mark Brandenburg in der Altmark. Danach lag es bis 1813 im Kanton Arneburg auf dem Territorium des napoleonischen Königreichs Westphalen. Ab 1816 gehörte die Gemeinde zum Kreis Stendal, dem späteren Landkreis Stendal.
Am 30. September 1928 wurde das Vorwerk Glänemäker aus dem Gutsbezirk Jarchau mit der Landgemeinde Sanne vereinigt. Glänemäker wurde später aufgelassen.
Am 25. Juli 1952 kam Sanne zum Kreis Stendal. Ab dem 1. Juli 1994 gehörte die Gemeinde Sanne zum heutigen Landkreis Stendal.
Durch einen Gebietsänderungsvertrag haben die Gemeinderäte der Gemeinden Sanne und Hassel beschlossen, dass ihre Gemeinden aufgelöst und zu einer neuen Gemeinde mit dem Namen Hassel vereinigt werden. Dieser Vertrag wurde vom Landkreis als unterer Kommunalaufsichtsbehörde genehmigt und trat am 1. Juli 2009 in Kraft.

### Einwohnerentwicklung
| Jahr | Einwohner |
| ---- | --------- |
| 1772 | 068       |
| 1790 | 109       |
| 1798 | 135       |
| 1801 | 131       |
| 1818 | 132       |
| 1840 | 128       |
| 1864 | 208       |
| 1871 | 234       |

| Jahr | Einwohner |
| ---- | --------- |
| 1885 | 218       |
| 1892 | [00]218   |
| 1895 | 246       |
| 1900 | [00]242   |
| 1905 | 248       |
| 1910 | [00]204   |
| 1925 | 253       |
| 1939 | 233       |

| Jahr | Einwohner |
| ---- | --------- |
| 1946 | 372       |
| 1964 | 510       |
| 1971 | 490       |
| 1981 | 408       |
| 1993 | 378       |
| 2006 | 305       |
| 2014 | [00]168   |
| 2015 | [00]171   |

| Jahr | Einwohner |
| ---- | --------- |
| 2017 | [00]138   |
| 2018 | [00]138   |
| 2020 | [00]153   |
| 2021 | [00]147   |
| 2022 | [0]149    |
| 2023 | [0]145    |

Quelle, wenn nicht angegeben, bis 2006:

## Religion

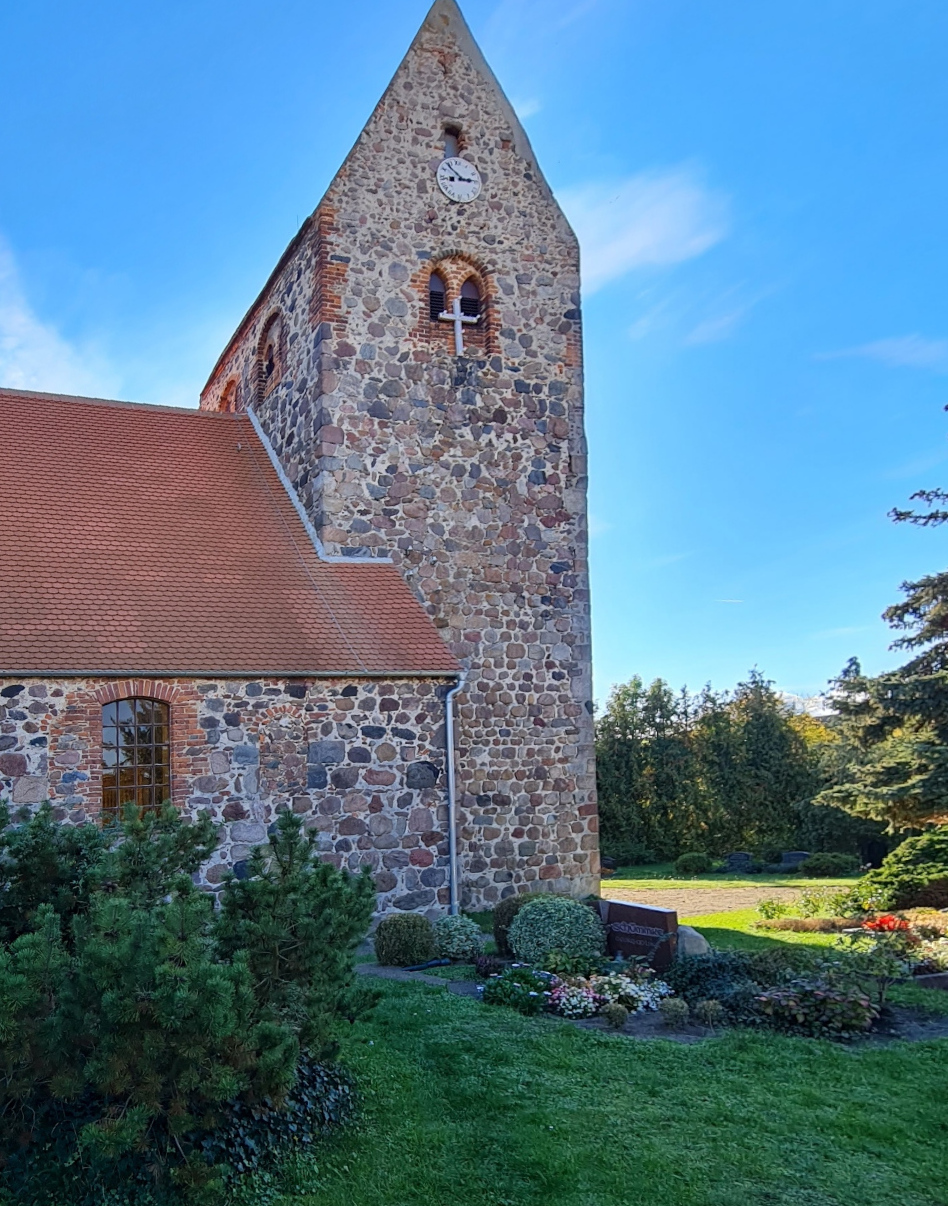
Evangelische Dorfkirche Sanne

Die evangelische Kirchengemeinde Sanne gehörte früher als mater combinata zur Pfarrei Jarchau bei Eichstedt in der Altmark. Sie wird heute betreut vom Pfarrbereich Arneburg im Kirchenkreis Stendal im Propstsprengel Stendal-Magdeburg der Evangelischen Kirche in Mitteldeutschland.
Die ältesten überlieferten Kirchenbücher für Sanne stammen aus dem Jahre 1715.

## Politik

### Bürgermeister
Der letzte Bürgermeister der Gemeinde Sanne (vor dem Zusammenschluss mit Hassel) war Harald Mattheß.

### Wappen
Das Wappen wurde am 10. Mai 2001 durch das Regierungspräsidium Magdeburg genehmigt.
Blasonierung: „In Gold zwei gekreuzte schwarze Stäbe mit herabflatternden schwarzen Wimpeln.“
Die Farben der Gemeinde sind Schwarz - Gold (Gelb).
Die zwei gekreuzten Fahnen mit herabflatternden spitzen Wimpeln weisen auf das alte Rittergeschlecht von Sanne hin. Der güldene Hintergrund ist auf den goldenen Altar mit seiner prunkvollen Darstellung der Kirche von Sanne zurückzuführen. Die Bürger leisteten Abgaben und Steuern an die Kirche, die zu Reichtum führten.

## Kultur und Sehenswürdigkeiten

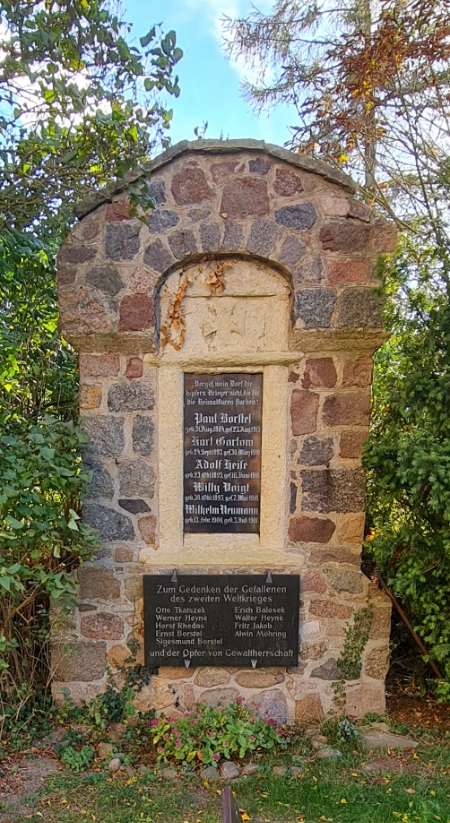
Gefallenendenkmal auf dem Friedhof

- Die evangelische Dorfkirche Sanne ist ein Findlingsbau aus dem 12. Jahrhundert.[25]
- Der Ortsfriedhof befindet sich auf dem Kirchhof. Er ist mit einer Feldsteinmauer umgeben. Das Friedhofstor ist auf 1530 datiert.[25]
- In Sanne steht ein Denkmal für die Gefallenen des Ersten Weltkrieges ein Eisernes Kreuz in Sandstein, darunter eine eingelassene Tafel und eine später unterhalb angebrachte Tafel für die Gefallenen des Zweiten Weltkriegs.[26]
- Ein Bauernhof am westlichen Ortsausgang steht unter Denkmalschutz.

## Wirtschaft und Infrastruktur
In Sanne gibt es ein Dorfgemeinschaftshaus mit einem Saal, eine Freiwillige Feuerwehr, die vom Förderverein der Ortsfeuerwehr Sanne e. V. unterstützt wird, sowie zwei Sportstätten, die von mehreren Sportvereinen genutzt werden.

### Verkehr
- Sanne liegt an der Bahnstrecke Borstel–Niedergörne bzw. Bahnstrecke Stendal–Arneburg. Die Bahnstation wurde Ende des 20. Jahrhunderts geschlossen.
- Es verkehren Linienbusse und Rufbusse von stendalbus.[29]